# Sheridan Downey
Sheridan Downey (Laramie, 1884. március 11. – San Francisco, 1961. október 25.) az Amerikai Egyesült Államok szenátora (Kalifornia, 1939–1950).